# Hybrid Theory EP
Hybrid Theory EP er en EP fra nü-metalbandet Linkin Park, der blev udgivet i 1999, da de stadig gik under navnet Hybrid Theory. Meningen var det skulle være et selvbetitlede album, men det varede ikke længe inden de skiftede navn. Ca. 1000 kopier blev produceret og sendt til forskellige pladeselskaber, inklusive Warner Brothers Records.
I 2001 blev selve EP'en genudgivet. Denne gang under navnet Linkin Park Underground Vol. 1.0, og blev sendt ud til alle medlemmer af Linkin Parks fanklub, kaldet Linkin Park Underground (LPU).

## Nummerliste
1. "Carousel" – 3:00
2. "Technique – 0:40
3. "Step Up" – 3:55
4. "And One" – 4:30 (Efter sangen er et skjult mellemspil inkluderet)
5. "High Voltage" (Endte senere på albummet Reanimation) – 3:30
6. "Part of Me" – 12:41 (Slutter ved 4:06, ukendt instrumentspil begynder ved 9:58)

## Band Line-up
- Chester Bennington – vokal, (ved nogen lejligheder guitar)
- Rob Bourdon – trommer
- Brad Delson – guitar
- Mr. Hahn – DJ
- Mike Shinoda – vokal, MC, keyboard, rytmeguitar
- Dave "Phoenix" Farrell – basguitar